# Briefmarkenblocks der Deutschen Bundespost Berlin
In den Jahren von 1949 bis 1987 wurden acht Briefmarkenblocks der Deutschen Bundespost Berlin ausgegeben.
Die erste Ausgabe erschien 1949 noch mit der Bezeichnung Deutsche Post. Nur diese Marken waren auch einzeln aus Briefmarkenbögen erhältlich; es waren gleichzeitig die ersten Zuschlagmarken der Berliner Ausgaben.
Der Zuschlag des zweiten Blocks von 20 Pfennig war nicht auf den Marken vermerkt und wurde direkt dem Berliner Zoo gespendet.
Alle Briefmarken ab Ausgabedatum 1. Januar 1969 wurden als unbegrenzt frankaturgültig verausgabt, verloren aber als Folge der Wiedervereinigung und des damit entfallenden Sonderstatus von Berlin mit Ablauf des 31. Dezember 1991 ihre Frankaturgültigkeit.

## Liste der Ausgaben und Motive
Legende
- Bild: Eine bearbeitete Abbildung der genannten Marke. Das Verhältnis der Größe der Briefmarken zueinander ist in diesem Artikel annähernd maßstabsgerecht dargestellt. Sollten keine Marken abgebildet sein, liegt es daran, dass das Urheberrecht des Künstlers noch nicht erloschen ist.
- Beschreibung: Eine Kurzbeschreibung des Motivs und/oder des Ausgabegrundes. Bei ausgegebenen Serien oder Blocks werden die zusammengehörigen Beschreibungen mit einer Markierung versehen eingerückt.
- Wert: Der Frankaturwert der einzelnen Marke in Pfennig. Ein „+“ bedeutet, dass es sich um eine Zuschlagsmarke handelt (= Frankaturwert + Spende).
- Ausgabedatum: Das Datum des erstmaligen Verkaufs dieser Briefmarke.
- Auflage: Soweit bekannt, wird hier die zum Verkauf angebotene Anzahl dieser Ausgabe angegeben.
- Entwurf: Soweit bekannt, wird hier angegeben, von wem der Entwurf dieser Marke stammt.
- Mi.-Nr.: Diese Briefmarke wird im Michel-Katalog unter der entsprechenden Nummer gelistet.

| Blockausgaben | |                  |                   |                     |            |         |
| Bild          | Beschreibung | Werte in Pfennig | Ausgabe- datum    | Auflage Block Bogen | Entwurf    | Mi.-Nr. |
| 110 × 65 mm   | Briefmarkenblock 1: Für Berliner Währungsgeschädigte Diese Briefmarken waren bis zum 30. Juni 1951 frankaturgültig - Hand mit Opferschale, Hintergrund Berliner Bär | 10+5             | 17. Dezember 1949 | 101.892 159.795     | Goldammer  | 68      |
| 110 × 65 mm   | Briefmarkenblock 1: Für Berliner Währungsgeschädigte Diese Briefmarken waren bis zum 30. Juni 1951 frankaturgültig - Hand mit Opferschale, Hintergrund Berliner Bär | 20+5             | 17. Dezember 1949 | 101.892 98.083      | Goldammer  | 69      |
| 110 × 65 mm   | Briefmarkenblock 1: Für Berliner Währungsgeschädigte Diese Briefmarken waren bis zum 30. Juni 1951 frankaturgültig - Hand mit Opferschale, Hintergrund Berliner Bär | 30+5             | 17. Dezember 1949 | 101.892 1641.05     | Goldammer  | 70      |
| 99 × 74 mm    | Briefmarkenblock 2: 125 Jahre Berliner Zoo Der Kauf dieses Blockes beinhaltete eine Spende von 20 Pfennig für den Zoo - Orang-Utan-Familie Pongo pygmaeus           | 10               | 4. Juni 1969      | 4.500.000           | Weber      | 338     |
| 99 × 74 mm    | - Krauskopf-Pelikan-Familie Pelecanus crispus | 20               | 4. Juni 1969      | 4.500.000           | Weber      | 339     |
| 99 × 74 mm    | - Gaur mit Kalb Bos gaurus | 30               | 4. Juni 1969      | 4.500.000           | Weber      | 340     |
| 99 × 74 mm    | - Zebra mit Fohlen Equus quagga | 50               | 4. Juni 1969      | 4.500.000           | Weber      | 341     |
| 99 × 74 mm    | Briefmarkenblock 3: 50 Jahre AVUS-Rennen - Opel-Rennwagen, Baujahr 1921                                                                                             | 10               | 27. August 1971   | 7.500.000           | Gerhardt   | 397     |
| 99 × 74 mm    | - Auto-Union-Rennwagen, Baujahr 1936 | 25               | 27. August 1971   | 7.500.000           | Gerhardt   | 398     |
| 99 × 74 mm    | - Mercedes-Benz-Rennwagen SSKL, Baujahr 1931 | 30               | 27. August 1971   | 7.500.000           | Gerhardt   | 399     |
| 99 × 74 mm    | - Mercedes-Benz- und Auto-Union-Rennwagen in der Nordkurve, Baujahr 1937                                                                                            | 60               | 27. August 1971   | 7.500.000           | Gerhardt   | 400     |
| 148 × 105 mm  | Briefmarkenblock 4: 50 Jahre Deutscher Rundfunk - Trichterlautsprecher (1924), Batterieempfänger (1926)                                                             | 20               | 23. August 1973   | 3.875.010           | Finke      | 455     |
| 148 × 105 mm  | - Hans Bredow, Reismikrophon (1924) | 30               | 23. August 1973   | 3.875.010           | Finke      | 456     |
| 148 × 105 mm  | - Mädchen vor Fernsehgerät und Video-Casettenrecorder | 40               | 23. August 1973   | 3.875.010           | Finke      | 457     |
| 148 × 105 mm  | - Fernsehkamera | 70               | 23. August 1973   | 3.875.010           | Finke      | 458     |
| 70 × 100 mm   | Briefmarkenblock 5: Weihnachtsmarke Marienfenster im gotischen Chor der Frauenkirche Esslingen                                                                      | 30+15            | 16. November 1976 | 6.873.000           | von Adrian | 528     |
| 70 × 105 mm   | Briefmarkenblock 6: Weihnachtsmarke Maria mit dem Kinde, Glasfensterausschnitt aus St. Gereon in Köln                                                               | 30+15            | 10. November 1977 | 6.202.000           | Hansmann   | 560     |
| 65 × 93 mm    | Briefmarkenblock 7: Weihnachtsmarke Anbetung der Könige, Fensterausschnitt der Frauenkirche in München                                                              | 30+15            | 16. November 1978 | 5.909.000           | Fleckhaus  | 581     |
| 130 × 100 mm  | Briefmarkenblock 8: 750 Jahre Berlin - Stadtansicht, (1650) | 40               | 15. Januar 1987   | 6.700.000           | Steiner    | 772     |
| 130 × 100 mm  | - Schloss Charlottenburg | 50               | 15. Januar 1987   | 6.700.000           | Steiner    | 773     |
| 130 × 100 mm  | - Turbinenhalle der Firma AEG, (1909) | 60               | 15. Januar 1987   | 6.700.000           | Steiner    | 774     |
| 130 × 100 mm  | - Philharmonie und Kammermusiksaal, (1987) | 80               | 15. Januar 1987   | 6.700.000           | Steiner    | 775     |